# Kærlighedens Styrke
Kærlighedens Styrke er en dansk stum dramafilm fra 1911 produceret af Nordisk Films Kompagni og instrueret af August Blom efter manuskript af Alfred Kjerulf. Filmens hovedroller spilles af ægteparret Carlo og Clara Wieth.
Filmen havde premiere den 13. november 1911 Biograf-Theatret og blev distribueret internationalt. 
Filmens titel er i Dansk Films databases optaget under titlen Gennem de mange til En.

## Handling
Direktør Saxilds mener, at hans søn, Gunnar (spillet af Carlo Wieth), er en prægtig ung mand, der holder sig fra kvinder og fristelser, men Saxild bliver en dag overrasket, da han finder sønnen i kvindeselskab. Gunnar ansættes herefter på faderens kontor, hvor han træffer den unge pige Tove (spillet af Clara Wieth). De to udvikler i starten usyldige følelser for hinanden, men en dag opsøger Gunnar Tove mens han er fuld. Hun afviser ham og han ender på en tarvelig knejpe, hvor han kommer i slagsmål med andre drukkenbolte og ender på politistationen. Da faderen hører om det, slår han hånden af ham. Men Tove tager sig af Gunnar, trøster ham, og Gunnar søger ind i redningskorpset. 
Tove tager på landet i sommerferien, og da hun skal hjem sender hun et telegram til Gunnar om, at hun er med toget kl. 8.20. Gunnar for også besked om, at to tog er stødt sammen i en lille by, og han drager med bange anelser sammen med redningskorpset ud til togulykken. Her finder han Tove, der er kommer til skade. Hun bringes til hospitalet, og kommer sig. Direktør Saxild og frue kommer på besøg, og der finder de Gunnar ved Tove side, og nu ved forældrene, at Gunnar er i gode hænder, og de giver deres samtykke til de unge. 

## Medvirkende
- Axel Strøm - Direktør Saxild
- Carlo Wieth - Gunnar, Saxilds søn
- Clara Wieth - Tove, ansat på Saxilds kontor
- Otto Lagoni
- Ella la Cour
- Zanny Petersen
- Svend Bille
- Frederik Buch
- Julie Henriksen
- Carl Lauritzen
- Ella Sprange
- Aage Lorentzen
- Lauritz Olsen